# Aero-service
Aero-Service. Jacek Skopiński – polska wytwórnia lotnicza założona przez Jacka Skopińskiego w 1999 roku w Warszawie, produkująca samoloty ultralekkie.

## Konstrukcje własne
- Puma – ultralekki dolnopłat z chowanym podwoziem
- Panda – ultralekki bezzastrzałowy górnopłat